# Hyloconis
Hyloconis is een geslacht van nachtvlinders uit de familie Gracillariidae, de mineermotten.
Het geslacht bestaat uit de volgende soorten:
- Hyloconis bicruris Bai & Li, 2012
- Hyloconis desmodii Kumata, 1963
- Hyloconis improvisella (Ermolaev, 1986)
- Hyloconis lespedezae Kumata, 1963
- Hyloconis luki De Prins, 2012
- Hyloconis luminata Bai & Li, 2012
- Hyloconis puerariae Kumata, 1963
- Hyloconis wisteriae Kumata, 1963